# 雅慶
雅慶（がきょう・がけい、生年不詳 - 長和元年12月25日（1013年2月8日））は、平安時代中期の真言宗の僧。父は宇多天皇の皇子敦実親王。渚ノ僧正とも称される。生年については、924年・926年・932年とする説がある。
寛朝僧正のもとで得度し、寛朝から灌頂を受けて勧修寺長吏となった。ついで元杲（げんこう）から灌頂をうけ、真言宗広沢流・小野流双方の法を受けた。986年（寛和2年）に仁和寺別当、998年（長徳4年）に東寺一長者兼高野山座主となり、翌999年（長徳5年）には東大寺別当に任じられた。1002年（長保4年）に僧正、1011年（寛弘8年）には大僧正に任じられ、一条院で大蔵経供養を行い、宝満院を創建した。